# Zoologi
Zoologi (från grekiskans: ζῴον, zoion, "djur"; och λόγος, logos, "kunskap eller vetenskap") är läran om djurriket efter biologiska riktlinjer. En person som är utbildad i zoologi kallas zoolog.

## Zoologins utveckling och omfattning
Studien av djuren är så klart uråldrig medan begreppet zoologi är relativt modernt då det tidigare behandlades under begreppet naturhistoria. Den moderna zoologin utvecklades under 1800-talet och grunderna lades vid engelska och tyska universitet ursprungligen ofta kopplad till läkarutbildningar. Gradvis utvecklades det till ett eget vetenskapligt fält där Charles Darwins upptäcker utgjorde en viktig länk. Merparten av de zoologiska institutionerna i Storbritannien grundades av Thomas Henry Huxley eller upprättades utifrån hans pedagogik. Hans arbete var centrerat kring djurens morfologi och han har titulerats som den främste kännaren inom fältet jämförande anatomi under senare delen av 1800-talet. Hans kurser bestod av föreläsningar och praktiska laborationer och hans pedagogik blev vida spridd.
Huxley och många av hans lärjungar lämnade dock kvar flera områden inom zoologin outforskade, speciellt studiet av djuren i deras egen miljö, vilket istället kom att utforskas av både Darwin och Alfred Russel Wallace (männen bakom tanken om det naturliga urvalet). Det faktum att dessa båda män aldrig innehade någon undervisande roll vid ett universitet kan ha spelat roll för zoologins ursprungliga brist inom detta område. Gradvis utökades Huxleys studier i jämförande anatomi med andra viktiga metoder. Det zoologiska fältet har under 1900-talet främst omfattats av följande grenar och synsätt:
1. Morfologi (också kallat jämförande anatomi) där man studerar djurens strukturer.
2. Djurens fysiologi studeras inom olika fält så som anatomi och embryologi.
3. Genetik och utvecklingsmekanismer hos djur studeras inom molekylärbiologi, molekylärgenetik och utvecklingsbiologi.
4. Etologi är studiet av djurens beteende.
5. Djurens ekologi studeras bland annat inom beteendeekologi och inom andra fält.
6. Evolutionär biologi behandlar bland annat evolution, populationsgenetik, ärftlighetslära, genetisk variation, Mendels ärftlighetslagar, reproduktion.
7. Systematik, kladistik, fylogenetik, fylogeografi, biogeografi och taxonomi klassificerar och grupperar arter efter härkomst och regionala avvikelser.
8. De olika taxonomiskt orienterade disciplinerna som exempelvis mammalogi, herpetologi, ornitologi och entomologi identifierar och klassificerar arter, och studerar strukturerna och mekanismerna som är specifika för dessa grupper.
9. Paleontologi studerar utdöda djurarter och deras evolution.

## Forskning

### Strukturell
Cellbiologi studerar de strukturella och fysiologiska egenskaperna hos celler, inklusive deras beteende, interaktioner och miljö. Detta görs både på mikroskopiska och molekylära nivåer, för encelliga organismer som bakterier såväl som de specialiserade cellerna i flercelliga organismer som människor. Att förstå cellernas struktur och funktion är grundläggande för alla biologiska vetenskaper. Likheterna och skillnaderna mellan celltyper är särskilt relevanta för molekylärbiologi.
Anatomi omfattar former av makroskopiska strukturer såsom organ och organsystem. Det fokuserar på hur organ och organsystem fungerar tillsammans i människors och djurs kroppar, förutom hur de arbetar självständigt. Anatomi och cellbiologi är två studier som är nära besläktade och kan kategoriseras under strukturella studier.

### Fysiologisk

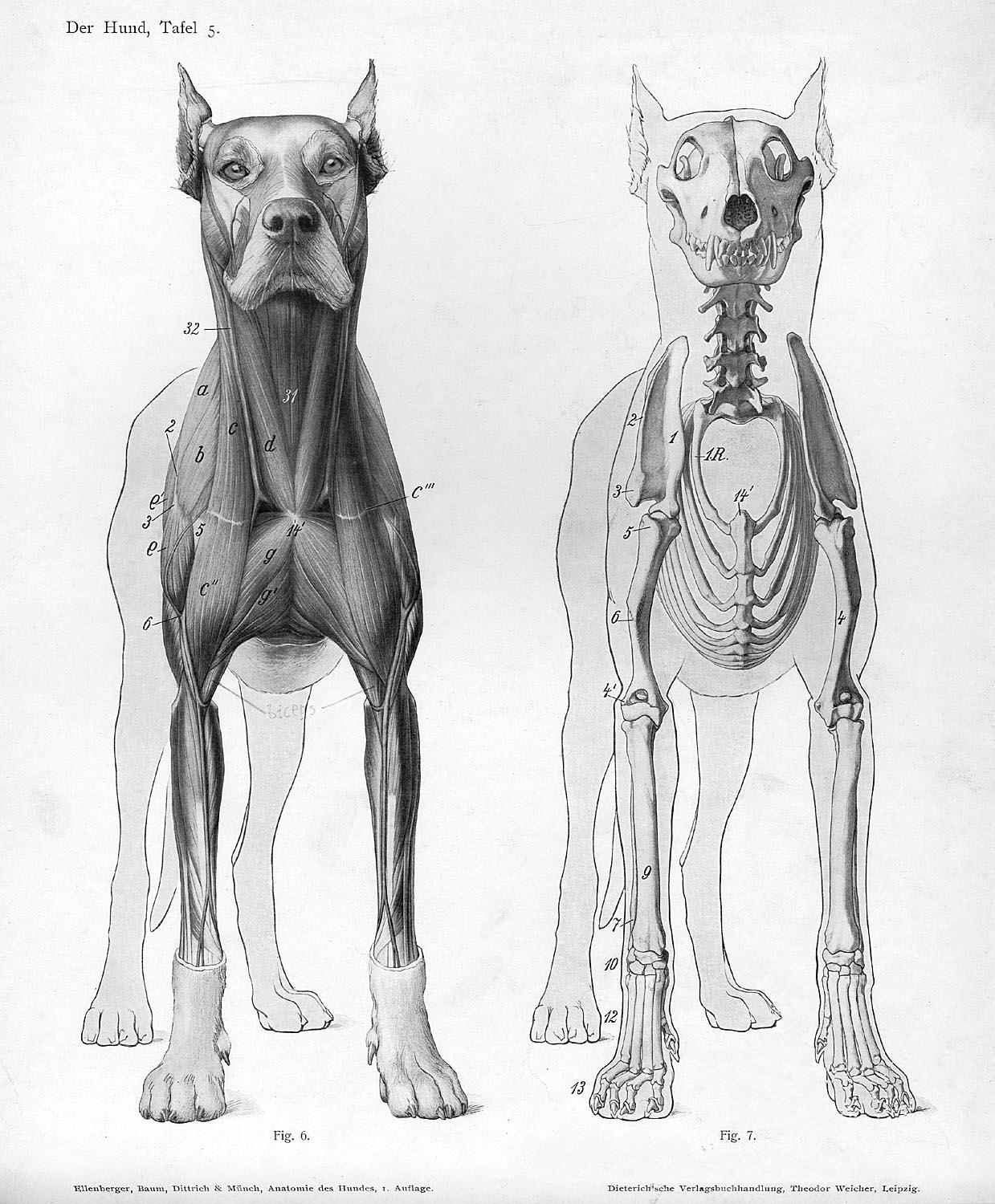
En anatomisk gravering med djur från Handbuch der Anatomie der Tiere für Künstler.

Fysiologi studerar de mekaniska, fysiska och biokemiska processerna hos levande organismer genom att försöka förstå hur alla strukturer fungerar som en helhet. Temat "struktur att fungera" är centralt i biologin. Fysiologiska studier har traditionellt delats in i växtfysiologi och djurfysiologi, men vissa fysiologiska principer är universella, oavsett vilken organism som studeras. Till exempel kan det som man lär sig om fysiologin hos jästceller också gälla mänskliga celler. Djurfysiologin utvidgar verktygen och metoderna för människans fysiologi till icke-mänskliga arter. Fysiologi studerar hur till exempel nervösa, immun-, endokrina, andnings- och cirkulationssystem, fungerar och interagerar.

### Evolution
Evolutionspsykologi handlar om artens ursprung och härkomst, liksom deras förändring över tid, och inkluderar forskare från många taxonomiskt inriktade discipliner. Till exempel inbegriper det vanligtvis forskare som har specialutbildning i speciella organismer som däggdjur, ornitologi, herpetologi eller entomologi, men använder dessa organismer som system för att svara på allmänna frågor om evolution.
Evolutionspsykologi är delvis baserad på paleontologi, som använder fossilregistret för att besvara frågor om utvecklingssätt och tempo, och dels på utvecklingen inom områden som populationsgenetik och evolutionsteori. Efter utvecklingen av DNA-fingeravtryckstekniker i slutet av 1900-talet har tillämpningen av dessa tekniker inom zoologi ökat förståelsen för djurpopulationer. På 1980-talet återupptog utvecklingsbiologi evolutionär biologi från dess ursprungliga uteslutning från modern syntes genom studien av evolutionär utvecklingsbiologi. Relaterade fält som ofta betraktas som en del av evolutionspsykologi är fylogenetik, systematik och taxonomi.

### Klassifikation
Vetenskaplig klassificering inom zoologi är en metod där zoologer grupperar och kategoriserar organismer efter biologisk typ, till exempel släkte eller arter. Biologisk klassificering är en form av vetenskaplig taxonomi. Modern biologisk klassificering har sinna rötter i arbetet med Carl von Linné, som grupperade arter efter delade fysiska egenskaper. Dessa grupper har sedan reviderats för att förbättra överensstämmelse med den darwinska principen om gemensam härkomst. Molekylär fylogenetik, som använder DNA-sekvenser som data, har drivit många nya revideringar och kommer sannolikt att fortsätta göra det. Biologisk klassificering tillhör vetenskapen om zoologisk systematik.

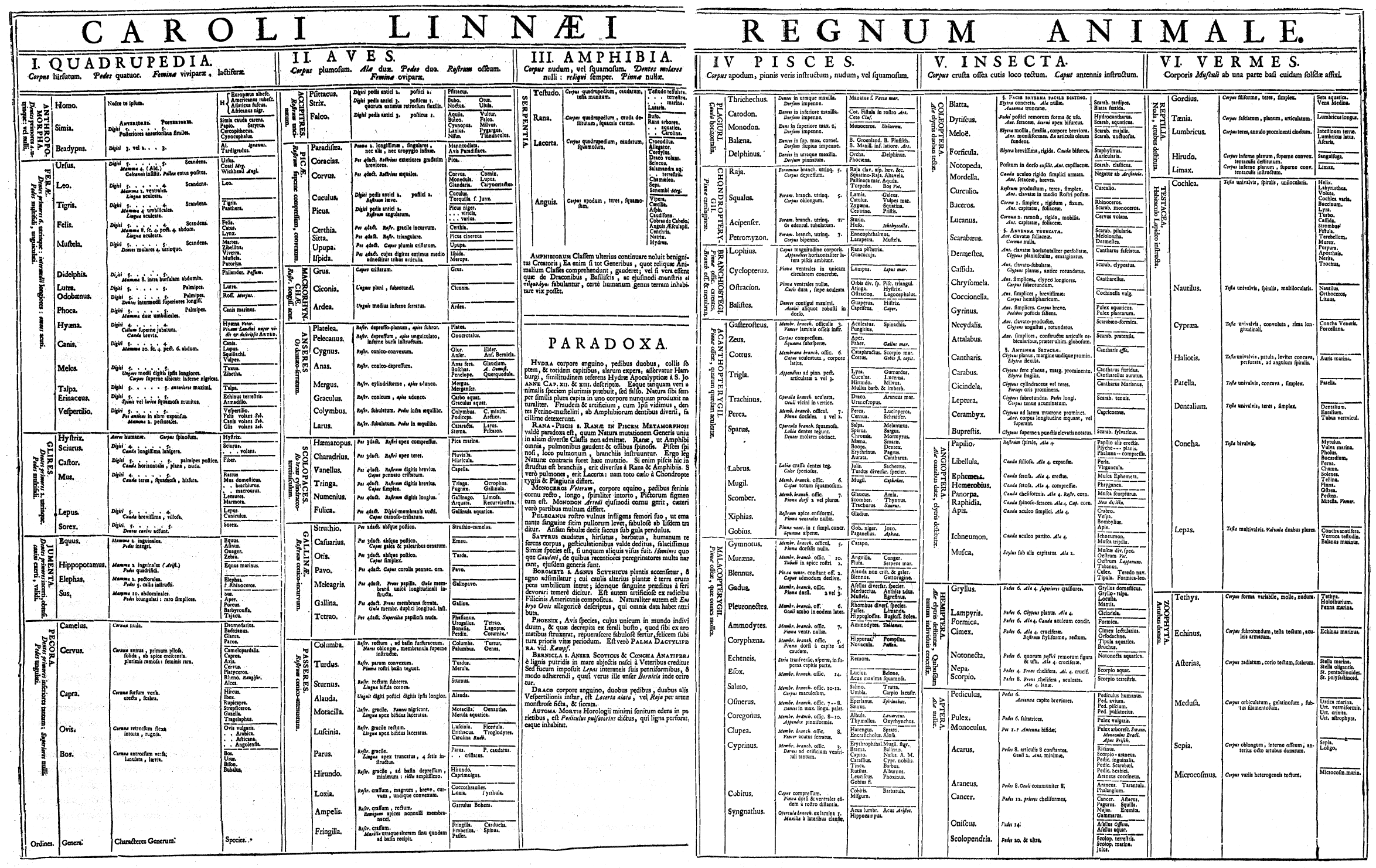
Linnés tabell över djurriket från den första utgåvan av Systema naturae från 1735.

Många forskare anser nu att systemet med riken är föråldrat. Moderna alternativa klassificeringssystem börjar generellt med tredomänssystemet: Archaea (ursprungligen Archaebacteria); bakterier (ursprungligen Eubacteria); eukaryoter (inklusive protister, svampar, växter och djur) Dessa domäner återspeglar om cellerna har kärnor eller inte, liksom skillnader i den kemiska sammansättningen av cellens yttre.
Vidare bryts varje rike rekursivt tills varje art klassificeras separat. Ordningen är: Domän; rike; fylum; klass; ordning; familj; släkte; art. Det vetenskapliga namnet på en organism genereras från dess släkte och art. Till exempel är människor listade som Homo sapiens. Homo är släktet och sapiens den specifika benämningen, som båda tillsammans utgör artnamnet. När man skriver det vetenskapliga namnet på en organism är det rätt att använda den första bokstaven i släktet och skriva hela det specifika namnet med små bokstäver. Dessutom kan hela termen vara kursiv eller betonad.
Det dominerande klassificeringssystemet kallas den Linnéanska taxonomin. Den inkluderar rangordningar och binomial nomenklatur. Klassificeringen, taxonomin och nomenklaturen för zoologiska organismer administreras av International Code of Zoological Nomenclature. Ett sammanslagningsutkast, BioCode, publicerades 1997 i ett försök att standardisera nomenklaturen, men har ännu inte antagits formellt.

### Etologi

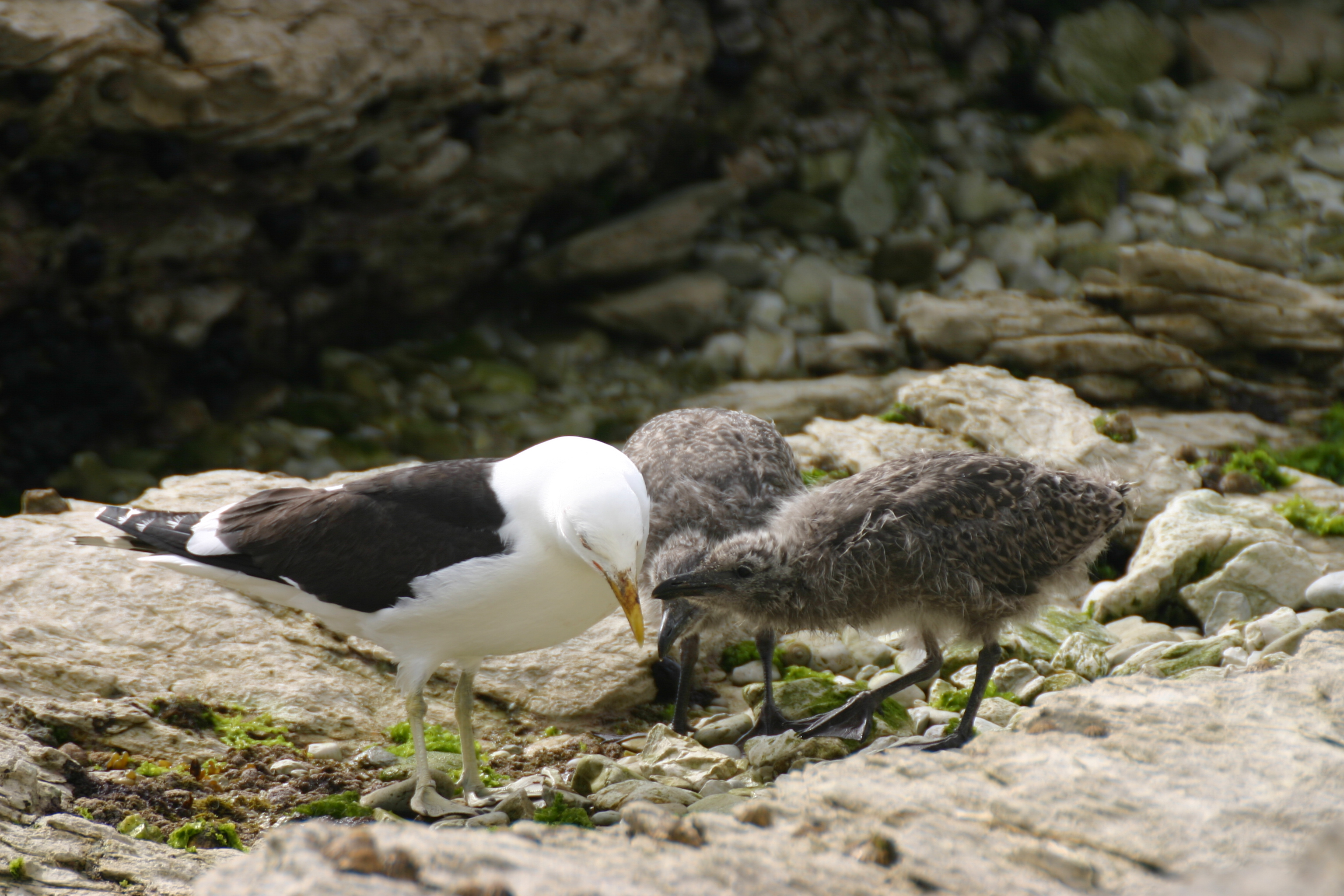
Kelptrutungar kikar vid röd fläck på mammas näbb för att stimulera den uppblåsta reflexen.

Etologi är den vetenskapliga och objektiva studien av djurens beteende under naturliga förhållanden, i motsats till beteendemässighet, som fokuserar på beteendesponsstudier i en laboratoriesättning. Etologer har särskilt varit upptagna med beteendeutvecklingen och förståelsen av beteende i termer om naturligt urval. I en mening var den första moderna etologen Charles Darwin, vars bok, The Expression of the Emotions in Man and Animals, påverkade många framtida etologer.

### Biogeografi
Biogeografi studerar den rumsliga distributionen av organismer på jorden, med fokus på ämnen som plattektonik, klimatförändring, spridning, migration och kladistik. Skapandet av denna studie är allmänt ackrediterad av Alfred Russel Wallace, en brittisk biolog som hade publicerat en del av sitt arbete tillsammans med Charles Darwin.

## Berömda zoologer
- Louis Agassiz (malakologi, iktyologi)
- Aristoteles
- Peter Artedi (iktyologi)
- Archie Carr  (herpetologi)
- Richard Dawkins
- Charles Darwin
- Dian Fossey (primatologi)
- Karl von Frisch (etologi)
- Arthur Davis Hasler, (limnologi, iktyologi, laxvandring)
- Victor Hensen (planktologi)
- Libbie Hyman (evertebrat zoologi)
- William Kirby (entomologi)
- Carl von Linné (grundare av systematiken)
- Konrad Lorenz (etologi)
- David W. Macdonald (vilda däggdjur)
- Desmond Morris (etologi)
- Thomas Say (entomologi)
- Nikolaas Tinbergen (etologi)
- Edward O. Wilson  (entomologi, grundare av sociobiologi)
- Jakob Johann von Uexküll (djurs beteende)